# Felix Heynig
Felix Heynig (* 11. Februar 1888 in Borna; † 11. Dezember 1950 in Wiesbaden) war ein deutscher Maler, Zeichner und Exlibriskünstler.

## Leben

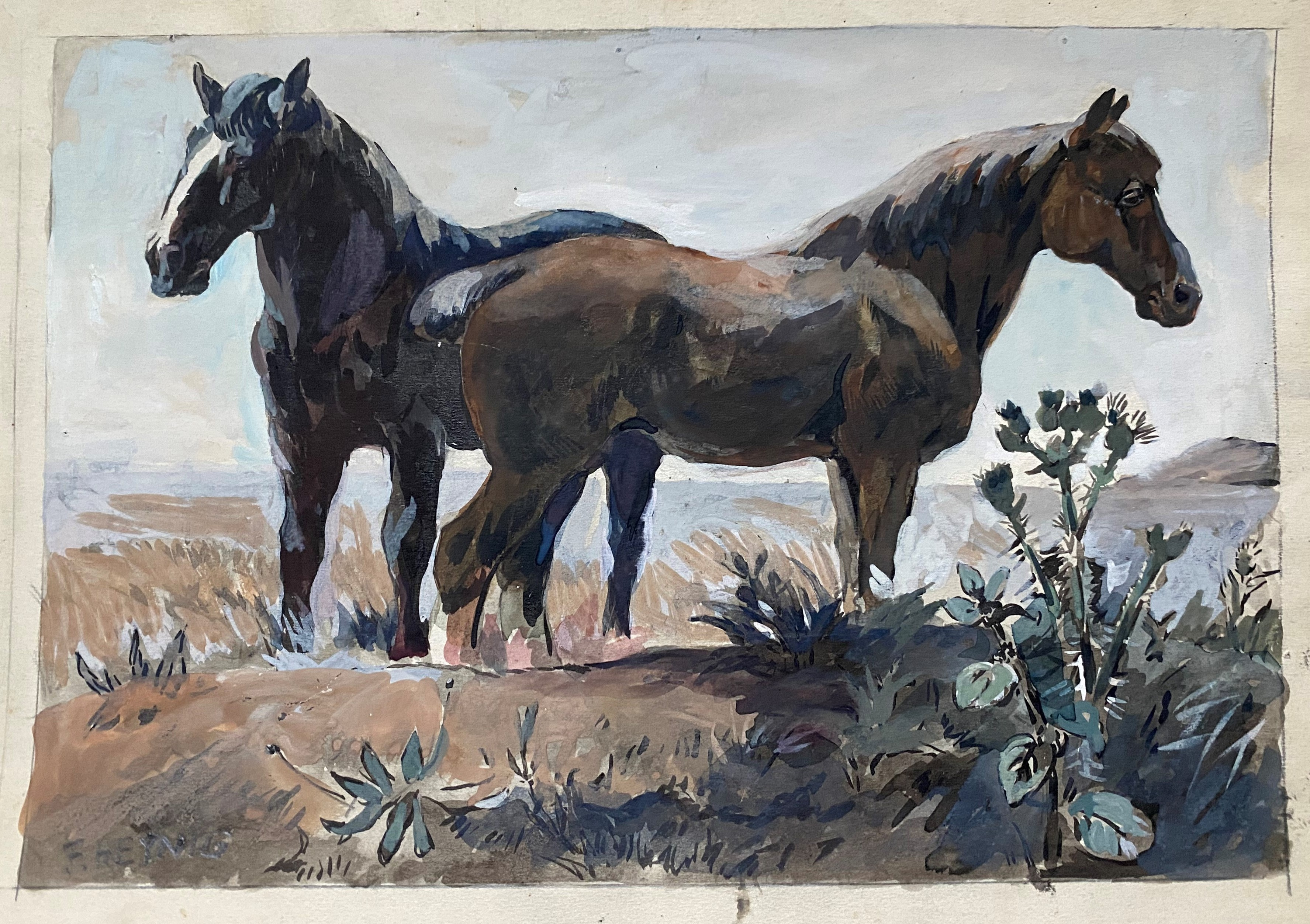
Gemälde von Felix Heynig

Gustav Richard Felix Heynig wurde im sächsischen Borna als Sohn des Kaufmanns Ernst Otto Heynig geboren und besuchte bis 1898 die örtliche Bürgerschule, bevor die Familie in die damals selbstständige Gemeinde Stötteritz bei Leipzig umsiedelte.
Ab 1903 studierte Heynig an der Königlich Akademie für graphische Künste und Buchgewerbe in Leipzig in der Klasse von Hugo Steiner-Prag. Früh spezialisierte er sich auf Stillleben und Tiermotive, zunächst stark am Jugendstil orientiert. Als Modell dienten ihm unter anderem die Tiere des Leipziger Zoos, die er später für Karl Max Schneiders Veröffentlichung Mit Löwen und Tigern unter einem Dach porträtierte. Zu diesem Werk über den Leipziger Zoo steuerte Heynig 80 Bilder bei. Auch für zahlreiche Zeitungsbeiträge von Schneider fertigte Heynig Illustrationen an, die unter anderem in der Leipziger Volkszeitung erschienen.
Nach seinem Studium blieb Heynig als Assistent an der Akademie und dozierte über Tierzeichnungen. Parallel dazu fertigte er Exlibris an. In dieser Zeit wurden seine Werke bereits ausgestellt, so etwa 1909 im Rahmen der II. Graphischen Ausstellung des Deutschen Künstlerbundes in Dresden.
Um 1920 etablierte sich Heynig als freischaffender Künstler und siedelte nach Wolftitz um, einer kleinen westsächsischen Ortschaft in der Amtshauptmannschaft Borna. In dieser Zeit entstanden vor allem Zeichnungen und Gemälde von Haus- und Nutztieren im ländlichen Raum, aber auch Szenen aus dem Dorfleben. Durch ausgedehnte Wanderungen durch die Alpen wurde Heynig außerdem zu Berglandschaften inspiriert.
Um 1940 siedelte Heynig mit seiner Familie nach Wiesbaden um. Dort verstarb er zehn Jahre später.
Teile seines umfassenden Werks wurden 1993 vom Museum Borna aufgekauft und seitdem in mehreren Ausstellungen gezeigt.

## Veröffentlichungen
- Illustration in Hugo Steiner-Prag: Kalenderleisten nebst Monatsbildern. Leipzig, Akademie-Verlag, 1909.
- Illustrationen zu Karl Max Schneider: Mit Löwen und Tigern unter einem Dach. Leipzig, Verlag Gustav Weise, 1935 (erweiterte Auflage 1941).